# Folklorystyka
Folklorystyka – dyscyplina humanistyczna, obejmująca badania folkloru, mechanizmu jego funkcjonowania w kulturze oraz relacji zachodzących między folklorem a literaturą i kulturą masową. Czasem uznawana za jedną z dziedzin etnografii i antropologii kulturowej, jako że folklor jest elementem kultury ludowej, a ta przedmiotem badań etnografii.

## Historia rozwoju
Początki zainteresowania folklorem (pieśni ludowe polskie i ruskie) sięgają wieku XVII, sporadycznie pojawiało się już u schyłku wieku XVI. Znalazło to wyraz głównie w tzw. liryce mieszczańskiej. Pieśń ludowa zaczęła być modna w drugiej połowie wieku XVII, co poświadczają W. Potocki i A. Korczyński. Wspomnieć tu można, że na dworze królewskim Jana Sobieskiego znajdowała się śpiewaczka Kaczorowska (nieznana z imienia), specjalizująca się w wykonywaniu tekstów ludowych.
Rękopisy I połowy XVIII wieku zawierały zapisy pieśni ludowych polskich i ruskich, na przemian z tekstami o charakterze nieludowym. Zainteresowanie pieśnią ludową było w dużej mierze wynikiem ówczesnej mody na wiejskość i rodzimość. Jednocześnie akcje misyjne na wsi wymuszały przystosowanie wykładu religii do tradycji chłopskiej. Były to wówczas główne źródła zainteresowania się folklorem, jednocześnie stanowiąc źródła dla stylizacji poetyckich.
Rozwój folklorystyki poprzedziły szerokie prace zbierackie nasilone zwłaszcza w okresie romantyzmu, które zrodziły z czasem potrzebę refleksji teoretycznej. W Polsce za jednego z najważniejszych folklorystów uważa się Oskara Kolberga.

## Ważniejsze nurty folklorystyki
- Badania zjawisk folklorystycznych w ujęciu historycznym i na tle porównawczym, które eksponują zagadnienia genezy różnych zjawisk folklorystycznych, skupiają uwagę na wzajemnych związkach folkloru i literatury, koncentrują się na systematyzowaniu tekstów folkloru. W Polsce zajmowali się tym: Jan Karłowicz, J.S. Bystroń. Twórcą nowoczesnej komparatystyki folklorystycznej jest historyk literatury Julian Krzyżanowski.
- Badania folkloru w jego kontekście kulturowym, zajmujące się też specyfiką funkcjonowania folkloru w obiegu społecznym (folkloru środowiskowego)
- Badania folkloru jako integralnej części kultury ogólnonarodowej, które eksponują historyczny charakter folkloru, śledzą jego zmieniające się funkcje społeczne, dążą do scharakteryzowania zróżnicowania regionalnego kultury. Relacje między folklorem a kulturą masową (co doprowadziło do odkrycia w kulturze współczesnej zjawiska folkloryzmu), folklorystyczność pewnych zjawisk w kulturze (włączenie do przedmiotu badań problematyki literatury popularnej i brukowej, komiksu, horoskopu, sennika) oraz zagadnienie ludowości w kulturze (Roch Sulima).
- Rejestrowanie folkloru (prace Oskara Kolberga, Józefa Lompy, Lucjana Malinowskiego).
- Rozwój genologii folklorystycznej, poszukującej zasad klasyfikacji utworów folklorystycznych niezależnie od ustaleń genologii literackiej.
- Estetyka folkloru – poszukiwanie specyfiki folkloru doprowadziło do powstania nurtu, który pojmuje folklorystykę jako dziedzinę wiedzy o sztuce.
- Rozwój współczesnej folklorystyki przejawiający się zaktywizowaniem badań nad jej historią, spowodował wzrost liczby reedycji i edycji materiałów folklorystycznych w naukowym opracowaniu (np: „Lud” O. Kolberga, „Nowa księga przysłów polskich S. Adalberga” pod redakcją J. Krzyżanowskiego, „Bajki śląskie” Lucjana Malinowskiego, zbiory Józefa Lompy).